# Ronderosacris corruganota
Ronderosacris corruganota är en insektsart som först beskrevs av Bruner, L. 1910.  Ronderosacris corruganota ingår i släktet Ronderosacris och familjen gräshoppor. Inga underarter finns listade i Catalogue of Life.